# Filip Bojić
Filip Bojić, né le 5 octobre 1992 à Zagreb en Croatie, est un footballeur croate qui joue au poste de milieu de terrain au F91 Dudelange.

## Biographie

### NK Rudeš (2014-2016)
En 2014, le joueur s'engage avec le NK Rudeš, où il est rapidement considéré comme l'un des joueurs les plus importants du club.

### RNK Split (2016-2017)
En 2016, il signe un contrat avec le RNK Split. L'aventure se passera mal avec son nouveau club, ayant des performances plus que moyenne sur le terrain ainsi que des retards de paiements.

### UT Pétange (2017-2019)
Il quitte en 2017 son pays natal pour rejoindre l'UT Pétange, club luxembourgeois.

### RE Virton (2019-2020)
Il s'engage en 2019 avec le RE Virton, club de deuxième division en Belgique,.

### F91 Dudelange (depuis 2020)
Libre de tout contrat après son passage au RE Virton, le joueur signe en 2020 avec le F91 Dudelange, club de BGL Ligue.
Avec son club, il remporte le premier trophée de sa carrière en terminant 1er du championnat à l'issue de la saison 2021-2022.

## Palmarès
| F91 Dudelange (1) :                                                                                        |
| --- |
| - BGL Ligue (1) - Vainqueur : 2022 - Vice-champion : 2021 - Coupe du Luxembourg - Finaliste : 2022 et 2025 |